# 疫病
疫病（えきびょう、やくびょう）とは、集団発生する伝染病・流行のこと。

## 概要
日本の歴史上、疫病として流行したと考えられているものに、痘瘡（天然痘）・麻疹（はしか）・赤痢・コレラ・インフルエンザ・癩・結核・梅毒・コロナウイルスなどがあげられる。こうした病気は元々特定の地域の風土病であったが、文明・文化・社会の発展と異世界との交流拡大による人や文物の往来に伴い、これまで同種の病が存在しなかった地域にも伝播し、中には世界的に流行するようになったと考えられている。例えば、コレラは日本では19世紀に初めて発症したとされ、それ以前には存在しなかったとされている。
『日本書紀』には崇神天皇の時代に疾疫が流行し人口の半数が失われてていたことと亀卜と沐浴斎戒を経て神託を得て大物主大神を祭ることで疫病が止み民が栄えたことが記され、『倭名類聚抄』には“疫”の字の意味について「民が皆病むなり」とある。
前近代においては疫病の原因として、荒振る神・疫神（疫病神）・疫鬼・怨霊の仕業とか仏罰・神罰によるものであるという超自然的なものに原因を求める考え方が一般的であり、平安時代ごろから全国で疫病の終息の願う加持祈祷や各種祭礼（鎮花祭・道饗祭・四角四境祭・鬼気祭・疫神祭・御霊会など）が行われていた。現代でも疫病に関わる民俗・風習が各地に残っている。
一方、漢方医学の分野では天地の気の乱れや陰陽不順による邪気・寒気・悪気が毛穴や口鼻を通じて体内に侵入して生じると考えられ、鍼灸や薬によって体内の陰陽のバランスを回復させることに主眼が置かれていた。疫病の原因がはっきりとするのは19世紀後期（日本では幕末から明治）に細菌学が進歩した後のことであったが、江戸時代には病気が病人から伝染することが漢方医の間でも知られており、香月牛山の『国字医叢』の中にも中国大陸から今まで知られていなかった病気が日本に伝わってきたことや病が伝染するものであることが記されている。
政治的には朝廷が典薬寮の勘申を受けた太政官符や幕府医官の意見を受けた江戸幕府の御触書（時疫御触書）を出して、薬療・食療による治療が奨励された。
明治政府が内務省・厚生省を中心として公衆衛生の強化を図ったことで疫病の流行が減少し、神事なども行われなくなった。
人類のグローバルな活動で病原体が拡散し続けていることから、疫病は今も人類への脅威であり続けているといえる。

## 病原体の発見
感染症のうち細菌が引き起こすものについては、19世紀後半から20世紀初頭にかけての時期に病原菌の多くが発見されている。
| 病名       | 発見年 | 病原菌発見者                                               |
| ---------- | ------ | ---------------------------------------------------------- |
| ハンセン病 | 1875年 | アルマウェル・ハンセン（ノルウェー）                       |
| マラリア   | 1880年 | シャルル・ルイ・アルフォンス・ラヴラン（フランス）         |
| 腸チフス   | 1880年 | カール・エーベルト（ドイツ）                               |
| 結核       | 1882年 | ロベルト・コッホ（ドイツ）                                 |
| コレラ     | 1883年 | ロベルト・コッホ（ドイツ）                                 |
| 破傷風     | 1884年 | 北里柴三郎（日本）、アルトゥール・ニコライエル（ドイツ）   |
| ブルセラ症 | 1887年 | デビッド・ブルース（イギリス）                             |
| ペスト     | 1894年 | 北里柴三郎（日本）、アレクサンドル・イェルサン（フランス） |
| 赤痢       | 1898年 | 志賀潔（日本）                                             |
| 梅毒       | 1905年 | フリッツ・シャウディン（ドイツ）                           |
| 百日咳     | 1906年 | ジュール・ボルデ（フランス）                               |
| 発疹チフス | 1909年 | シャルル・ジュール・アンリ・ニコル（フランス）             |

一方、ウイルスについては理解が遅れ、存在は知られるようになったのは19世紀末から、その正体が明らかになるのは20世紀中葉になってからである。新型インフルエンザやCOVID-19のように新たに出現する疫病（新興感染症）も存在し、これからも発見が続くものと考えられる。